# Richard Wetherald
Richard „Dick“ Tryon Wetherald (1936 – 9. Oktober 2011 in Newtown, Pennsylvania) war ein US-amerikanischer Klimawissenschaftler. Er leistete Pionierarbeit bei der rechnergestützten Klimamodellierung.

## Leben
Er war verheiratet und Vater dreier Kinder.

## Wirken
Im Jahr 1967 konnte Wetherald gemeinsam mit Syukuro Manabe mit einem der ersten Klimamodelle die Stärke der Erwärmung der Atmosphäre durch die Verdopplung von Kohlendioxid auf den Wert 2,3 Grad Celsius berechnen.

## Veröffentlichungen (Auswahl)
- zusammen mit Syukuro Manabe: Thermal equilibrium of the atmosphere with a given distribution of relative humidity. In: Journal of the Atmospheric Sciences, Band 24, Nr. 3, 1967, Seiten 241–259. ISSN 1520-0469